# Tony Gonzales
Ernest Anthony Gonzales, detto Tony (San Antonio, 10 ottobre 1980), è un politico statunitense, membro della Camera dei Rappresentanti per lo stato del Texas dal 2021.

## Biografia
Nato e cresciuto nel Texas, Gonzales prestò servizio per vent'anni nella marina statunitense come crittografo.
Entrato in politica con il Partito Repubblicano, nel 2020 si candidò alla Camera dei Rappresentanti per il seggio lasciato dal deputato Will Hurd e, dopo essersi aggiudicato le primarie ottenendo il sostegno pubblico di Donald Trump, vinse anche le elezioni generali sconfiggendo di misura l'avversaria democratica Gina Ortiz Jones.

## Vita privata
Gonzales e sua moglie, Angel, hanno sei figli.